# MOZU
《MOZU》는 2014년에 TBS와 WOWOW의 공동 제작으로 방송된 일본의 텔레비전 드라마이다. 주연은 니시지마 히데토시.

## 개요
2012년에 제작된 《더블 페이스》에 이어 양국의 합작 드라마 제2탄이다. 스페셜 드라마로 방송된 전회와 달리, 이번에는 각각 연속 드라마 시간대로 방송된다. 양국은 이번에도 계속적으로 합작 드라마에 몰두할 예정이라고 한다.
감독은 《더블 페이스》에 이어 하스미 에이치로가 담당해, 스태프도 동작의 스태프가 관여하고 있다. 원작은 하드보일드 작가 오사카 고의 《때까치 우는 밤》 《환상의 날개》의 2작으로, 양작을 TBS와 WOWOW가 각각 《MOZU Season1 ~때까치 우는 밤~》 《MOZU Season2 ~환상의 날개~》로 방송한다.
로케는 후쿠오카현 기타큐슈시 각 지나 도쿄도, 요코하마시 등에서 행해져, 키타큐슈 로케 때에는 하스미와 출연자인 아리무라 카스미가 시장에게 표경 방문을 행하기도 했다. 하스미는 지금까지 《가슴 배구단》 《와일드7》 등 7작품을 키타큐슈 시에서 촬영한 것도 있어, 〈키타큐슈 시 문화대사〉에 취임되었다.
캐치프레이즈는, 〈진실이 최초의 희생자다.〉.

## 캐스트

### 전 시리즈 공통

#### 주요 인물
쿠라키 나오타케 - 니시지마 히데토시
특무 제1과 수사관. 계급은 경부.
오오스기 료타 - 카가와 테루유키
수사관. 계급은 경부보.
아케보시 미키 - 마키 요코
공안 제2과 수사관. 계급은 순사부장.

#### 협력자
츠키 슌스케 - 코히나타 후미요
경시청의 내부 조사를 담당하는 경시청 경무국의 특별 감찰관. 계급은 경시정.
나루미야 케이스케 - 이토 아츠시
경시청 타이토 경찰서 관내에 있는 이리야 파출소 소속의 경찰관. 계급은 순사장.

#### 형사부 수사 제1과
카토 - 히라야마 유스케

무카이 - 고토 츠요시

#### 음모 관계자
신가이 카즈히코 - 이케마츠 소스케 (소년 시절:사토 루이키)

신가이 히로미 - 이케마츠 소스케 (소년 시절:사토 루이키)

모리하라 켄고 - 사가와 테츠로
내각관방장관.
히가시 카즈오 - 하세가와 히로키
아테나 시큐리티 시니어 어드바이저. 전 공안부 수사관.

#### 쿠라키가(家)
쿠라키 치히로 - 이시다 유리코
폭탄 테러에 휘말려 목숨을 잃은 쿠라키의 아내. 전 공안부 수사관.
쿠라키 시즈쿠 - 코이즈미 아야
나오타케·치히로의 딸.

#### 오오스기가(家)
오오스기 케이코 - 호리우치 케이코
오오스기의 아내.
오오스기 메구미 - 스기사키 하나
오오스기의 딸.

#### 아케보시가(家)
아케보시 카오리 - 오토즈키 케이
미키의 여동생. 수의.
아케보시 쿠루미 - 시노카와 모모네
카오리의 딸.
아케보시 안쥬 - 히라사와 코코로
카오리의 딸.

#### 그 외
테라카도 마모루 - 시나가와 토오루
초등학교 용무원.

### Season1

#### 경시청

##### 공안부
무로이 겐 - 나마세 카츠히사
공안부 부장. 계급은 경시감. 쿠라키의 상사.
무라니시 - 아베 츠요시

와카마츠 타다히사 - 토다 마사히로
공안 제2과 과장. 계급은 경시.

##### 공안부 수사 제1과
무라세 - 츠루미 싱고
과장.

##### 그 외 관계자
오오와다 - 츠카야마 마사네
경찰청 장관.
코무라 - 오오타카 아키라
경찰청 간부.

#### 음모 관계자
나카가미 진 - 요시다 코타로
아테나 시큐리티 마셜 아츠(무술) 어드바이저.
아카이 노부테루 - 타구치 히로마사
나카가미의 부하.
쿠로키 - 타쿠보 무네토시
나카가미의 측근.
오이카와 - 후카미 모토키

사쿠라기 - 마츠모토 미노루

시라이시 - 와타나베 코헤이

아사오카 - 하시모토 타다유키

미타케 - 아오키 켄

코바야시 - 나카마츠 토시야

토리이시 - 아오키 테츠야

난바 - 후지이 유고

사토무라 - 무라스기 세미노스케

#### 폭파 사건 관계자
카케이 슌조 - 타나카 요지
프리 라이터.
쿠루스 리리 - 오쿠누키 카오루
치히로의 친구. 멘탈 트레이너.
미나미 타카유키 - 소메타니 쇼타

미유키 - 오오카와 하루나

#### 그 외
나카지마 아미 - 아리무라 카스미
프리 라이터.
무로이 린 - 토모요세 렌
무로이의 딸.
압둘라 타라키 - 어하매드 아리
사르데니아 공화국 대통령.

### Season2

#### 경시청 공안부
이케자와 키요하루 - 사노 시로
부장. 계급은 경시감.
오치아이 - 데아이 마사유키
외사과 수사관.

#### 그르지브 공화국 테러 관계자
나나미 시오리 - 아오이 유우
프리 저널리스트.
체르코프 - 세르게이 크와에프
일본에 잠입한 공작원.

## 스태프
- 감독 - 하스미 에이치로
- 원작 - 오사카 고 《때까치 우는 밤》 《환상의 날개》
- 각본 - 니시 코스케
- 음악 - 칸노 유고
- 프로듀스 - 와타나베 신야 (TBS), 이노우에 마모루 (WOWOW), 모리이 아키라 (ROBOT)
- 제작 협력 - ROBOT
- 제작 - WOWOW, TBS

## 방송 일자

### Season1
| 각 화                                                       | 방송일          | 부제                                                                           | 시청률 |
| ----------------------------------------------------------- | --------------- | ------------------------------------------------------------------------------ | ------ |
| Episode #1                                                  | 2014년 4월 10일 | 도심에서 일어난 폭탄 사건…아내를 잃은 공안의 에이스VS기억을 잃은 살인 청부업자 | 13.3%  |
| Episode #2                                                  | 4월 17일        | 살인 청부업자의 기억과 여동생의 수수께끼                                       | 12.8%  |
| Episode #3                                                  | 4월 24일        | 남자의 상처 자국과 가족의 기억                                                 | 10.9%  |
| Episode #4                                                  | 5월 1일         | 형사의 긍지…아버지와 딸의 인연                                                 | 10.3%  |
| Episode #5                                                  | 5월 8일         | 다가오는 마수 대낮의 격투                                                      | 10.1%  |
| Episode #6                                                  | 5월 15일        | 되살아나는 살인 청부업자…여동생의 정체는                                       | 9.9%   |
| Episode #7                                                  | 5월 22일        | 쿠라키VS때까치 수수께끼의 여자의 정체가 드디어 충격의 진실                     | 8.7%   |
| Episode #8                                                  | 5월 29일        | 아내의 허실과 밝혀진 수모자…                                                   | 10.3%  |
| Episode #9                                                  | 6월 5일         | 쿠라키VS히가시…때까치의 역습…사라져가는 질서                                   | 7.7%   |
| Episode #10                                                 | 6월 12일        | 최종 대결 폭탄에 노려진 공항…쿠라키가 겨우 다다른 진실                         | 13.8%  |
| 평균 시청률 11.0% (시청률은 칸토 지구·비디오 리서치사 조사) |                 |                                                                                |        |

- Episode #1은 2시간 스페셜 (21:00 ~ 22:48).
- Episode #5는 《FIFA 여자 W배 최종 예선 장행 시합 일본VS뉴질랜드》 중계에 의해 30분 지연 (21:30 ~ 22:24).

### Season2
| 각 화         | 방송일 (WOWOW) | 방송일 (TBS) | 부제 (TBS)                                                                         | 시청률 (TBS) |
| ------------- | -------------- | ------------ | ---------------------------------------------------------------------------------- | ------------ |
| Episode #1    | 6월 22일       | 10월 16일    | 공안의 에이스가 아내의 죽음의 수수께끼를 쫓아 고고의 싸움에…공백의 72시간에 무엇이 | 8.4%         |
| Episode #2    | 6월 29일       | 10월 23일    | 되살아나는 때까치…그 정체는                                                        | 5.6%         |
| Episode #3    | 7월 6일        | 10월 30일    | 쿠라키 도주…진실을 아는 투쟁에…                                                    | 5.9%         |
| Episode #4    | 7월 13일       | 11월 6일     | 굽혀진 진실…멈추지 않는 쿠라키 어둠에 질주                                         | 4.6%         |
| Final Episode | 7월 20일       | 11월 13일    | 최종회…눈에 파묻힌 비밀 시설 죽은 아내가 남긴 “진짜 진실”                          | 6.7%         |

- Episode #1은 18분 확대·3분 지연 (20:57 ~ 22:09).
- Episode #3는 《SMBC 일본 시리즈 후쿠오카 소프트뱅크×한신》 중계에 의해 1시간 20분 지연 (22:20 ~ 23:14).

## 스핀오프 드라마
《오오스기 탐정 사무소》(大杉探偵事務所)의제목에서 극장판 《MOZU》의 개봉에 맞춰 제작되었다. 오오스기 료타와 나루미야 케이스케를 주인공으로 하고 있으며, 주연은 본편에서도 같은 역을 맡은 카가와 테루유키와 이토 아츠시이된다.

### 캐스트

#### 공통
- 오오스기 료타 - 카가와 테루유키
- 나루미야 케이스케 - 이토 아츠시
- 츠시로 슌스케 - 코히나타 후미요
- 무라세 타츠오미 - 츠루미 싱고
- 오오스기 케이코 - 호리우치 케이코
- 오오스기 메구미 - 스기사키 하나
- 나카가미 렌 - 요시다 코타로
- 마에지마 켄스케 - 바바 토오루

#### 아름다운 표적편 (美しき標的編)
- 시라이시 유리 - 이이지마 나오코
- 우에다 카나에 - 카타기리 하이리
- 타케나카 사토미 - 미즈사키 아야메
- 모리이 - 고바야시 카츠야
- 아케보시 미키 - 마키 요코

#### 부서진 과거편 (砕かれた過去編)
- 코이케 리사 - 하야미 아카리
- 코이케 리나 - 하야미 아카리 (이역)
- 미시마 아키후미 - 키리타니 켄타
- 사토 츠네키치 - 우라이 켄지
- 칸바라 아키히토 - 리쥬 고
- 쿠라키 나오타케 - 니시지마 히데토시

### 스태프
- 감독 - 하스미 에이치로
- 각본 - 니시 코스케
- 음악 - 칸노 유고

## 용어
모즈 (百舌)
송곳이나 얼음 송곳 등의 유 교보무 블레이드 장치를 이용하여 살인을 할 암살자.
사르도니아 공화국 (サルドニア共和国)
중동에 위치한되는 가상 국가.
아테나 시큐러티 (アテナセキュリティ)
일본 최대의 보안 회사.
구라쿠 α작전 (グラークα作戦)
이야기 시작 시점부터 5년전 경시청 공안부가 한 극비 작전.
국민 감시 시스템 (国民監視システム)
1980년대 후반에 공안 경찰이 비밀리에 개발한 모든 서버에 있는 정보를 도청하는 네트워크 시스템.
다루마 (ダルマ)
사람들의 꿈속에 나타나는 수수께끼의 존재.
공안생 (公安省)
모리하라가 구상하고있는 치안 조직.
그르지브 공화국 (グルジブ共和国)
러시아에서 독립되는 가상 국가.
이반 타일러 (イワン・タイラー)
러시아 연방 보안국·FSB의 스파이.
아지 아르하드 (アジ・アルハド)
그르지브 공화국의 테러리스트 그룹.
코오오카미 도 (孤狼島)
홋카이도의 최북단에 있는 가상의 무인도.

## 영화
《극장판 MOZU》의 타이틀로 2015년 11월 7일에 공개되었다. TBS에서의 Season2 방송 종료 직후에 발표되었다.

### 캐스트
요시다 코마오 / 다루마 - 비트 다케시
곤도 고 - 마츠자카 토리
타카야나기 류이치 - 이세야 유스케
에레나 - 마슈 아야